# Schiermonnikoog
Schiermonnikoog (, in Frisone: Skiermûntseach) è un comune, un Parco Nazionale ed un'isola nei Paesi Bassi settentrionali, nella provincia della Frisia, ed appartiene all'arcipelago delle isole Frisone Occidentali (Waddeneilanden). Ha una popolazione di 941 abitanti, tutti residenti nell'unico centro abitato che porta lo stesso nome dell'isola.

## Storia
I primi proprietari dell'isola di cui si ha conoscenza furono i monaci cistercensi dell'Abbazia di Santa Maria di Chiaro Campo, monastero eretto nei pressi di Rinsumageest, un piccolo villaggio della Frisia vicino alla città di Dokkum, i cui resti sono ormai andati quasi del tutto perduti. Furono forse loro a dare, nel tempo, il nome, ancora attuale, a Schiermonnikoog, il cui significato si potrebbe tradurre in "L'isola del monaco grigio" (da: Schier-, un arcaismo che potrebbe voler dire "grigio", con un chiaro riferimento al colore della tunica dei monaci cistercensi; -monnik-, che significa "monaco"; e -oog, che significa "isola"), o più semplicemente "L'isola del Monaco". Risale probabilmente ai monaci l'introduzione della pastorizia oggi diffusa nell'isola.
Schiermonnikoog è citata per la prima volta in un documento ufficiale da Filippo il Buono, risalente all'ottobre del 1440.
Durante il periodo della Riforma protestante, la maggior parte dei monasteri e degli edifici ecclesiastici cattolici nel nord dei Paesi Bassi furono espropriati. Dal 1580 l'isola divenne proprietà della Signoria della Frisia, la quale la vendette sessant'anni dopo, nel 1640 alla famiglia degli Stachouwer, un'antica famiglia nobile di proprietari terrieri proveniente da Groninga, al prezzo di 18.366 fiorini olandesi. Da quel momento lungo i tre secoli successivi l'isola rimase proprietà privata.
Attorno agli inizi del XVIII secolo, la popolazione dell'isola era divisa in quattro piccoli villaggi, il principale dei quali era Westerburen, situato nell'estremità Ovest dell'isola; ma essendo questo troppo esposto all'endemico fenomeno della lenta erosione e del lento spostamento dell'intera isola verso est, venne lentamente abbandonato, soprattutto a partire dal 1725. Fu grazie a questo processo di lenta erosione che nel 1756, in una zona più ad est, venne eretto un nuovo villaggio, allora chiamato Oosterburen (l'attuale Schiermonnikoog). Westerburen invece si trovò via via sempre più esposto sul mare, ma fu una tempesta di eccezionale intensità a spazzarlo via definitivamente, nel 1760.
Risale a questo periodo una piccola rivolta popolare contro Maria Caterina Stachouwer, la quale restaurò l'ordine avvalendosi di un intervento militare da parte di alcune truppe richieste ed inviate direttamente dalla Signoria della Frisia, ma senza che alla fine si fosse resa necessaria alcuna azione di forza.
Nell'agosto del 1799 una nave da guerra inglese, una piccola fregata della portata di 16 cannoni appartenente alla Royal Navy e capitanata dal comandante Adam Mackenzie, riuscì a catturare una nave un tempo appartenuta alla marina militare britannica: il brigantino chiamato "Crash", ormeggiato tra Schiermonnikoog e la Provincia di Groninga. Dopo aver avuto la meglio sul brigantino, la nave inglese attaccò ancora e con successo sia una goletta olandese chiamata "Vengeance", sia le batterie armate a difesa dell'isola. Questa operazione valse la promozione a Mackenzie al grado di capitano della flotta reale inglese.
Nel 1859 gli Stachouwer vendettero l'isola per un valore di 96.055 fiorini olandesi, a favore di John Eric Banck, proveniente dalla città di Den Haag (attuale L'Aia, capoluogo di Provincia dell'Olanda Meridionale). Tra le altre cose, costui sarà ricordato per aver diffuso l'Ammophila arenaria, una pianta erbacea della famiglia delle Poaceae originaria delle aree mediterranee (utilizzata e diffusa anche in gran parte delle aree costiere di tutto il mondo), proprio per la sua capacità di trattenere la sabbia in dune stabili. Questo consentì di porre un limite alla continua erosione e spostamento dell'isola verso est (alla velocità di circa mezzo chilometro al secolo), dovuta alle forti correnti marine ed alla conformazione sabbiosa di tutte le coste esposte verso il Mare del Nord.
Tra le altre cose, Banck venne ricordato per numerose altre opere, una delle quali fu una diga, alla sommità della quale ancora oggi esiste un monumento in suo onore.
Fu nel 1878 che Banck vendette Schiermonnikoog (per un valore di 150.000 fiorini olandesi) ad un conte tedesco, Hartwig Arthur van Bernstorff-Wehningen, alla cui morte, nel 1940, passò la proprietà in eredità al figlio Bechtold Eugen Graf. Fu grazie a quest'ultimo che, durante l'occupazione militare tedesca avvenuta in seguito allo scoppio della seconda guerra mondiale, la popolazione fu lasciata in pace. Quando van Bernstorff morì, nel 1987, fu concesso alla sua famiglia di essere sepolta accanto alla chiesa riformata di Schiermonnikoog. Si fa normalmente risalire a questo periodo ed all'operato del conte tedesco, il rimboschimento dell'unica pineta esistente nell'isola ancora oggi, utilizzata allora per il commercio di legname.
Allo stesso periodo risale la pesante fortificazione militare dell'isola voluta dalla Germania nazista, la quale eresse, tra il 1940 ed il 1944, il "Vallo Atlantico", ovvero un sistema difensivo costiero il cui progetto iniziale prevedeva la fortificazione di tutte le coste atlantiche dell'Europa, da quelle nel sud della Francia proseguendo sino a quelle norvegesi. Lungo il conflitto, nell'isola si recarono tanti militari quanto erano gli allora 600 residenti, ma verso la fine del conflitto, centinaia di militari tedeschi fuggirono verso Schiermonnikoog. Quando la guerra finì tuttavia le truppe tedesche là stanziate rifiutarono di arrendersi e di lasciare quei luoghi, mentre l'esercito canadese, deputato al controllo dell'area, a sua volta rifiutò di imbracciare le armi per risolvere la questione. Solo l'11 giugno 1945 finalmente gli sconfitti accettarono la resa e furono evacuati nella città tedesca di Wilhelmshaven. Da quel momento, Schiermonnikoog divenne l'ultima parte d'Europa liberata dalle forze alleate.
Nel 1949, dopo che i Paesi Bassi confiscarono l'isola come proprietà nemica, Schiermonnikoog tornò olandese e divenne una municipalità indipendente, appartenente alla Provincia della Frisia.
Dal 1º gennaio 2006, grazie ad un compenso di 30.000,00 €, il confine ad est dell'isola è stato spostato comprendendo parte della territorio amministrato da Eemsmond, una municipalità situata nel nord della Provincia di Groninga. Essenzialmente per motivi di sicurezza e gestione del territorio in caso di emergenza dovuta a disastro naturale.

## Economia
Ad oggi, la fonte di guadagno più rilevante per gli abitanti è sicuramente costituita dal turismo. Territorialmente, la maggior parte dell'isola è costituita da un'importante riserva naturale grazie alla quale centinaia di specie di uccelli trovano rifugio, sia nel periodo di nidificazione che durante il periodo migratorio. Di minor numero, ma non secondarie, sono le poche fattorie ed aziende agricole.
Schiermonnikoog dispone di ben 15 hotel e numerose case ed appartamenti in affitto per i turisti che decidano di passare brevi o lunghi periodi in questo parco, ma anche per gli stessi olandesi, che amano passare qui il proprio fine settimana.

## Infrastrutture e trasporti
L'unico mezzo di trasporto pubblico è un traghetto che quotidianamente consente di raggiungere l'isola salpando da Lauwersoog.
Non è consentito l'uso e la circolazione di automobili da parte di turisti, mentre esiste una linea autobus che collega il piccolo porto al villaggio di Schiermonnikoog. L'intera isola è però percorribile in bicicletta, che costituisce il mezzo più diffuso ed utilizzato, grazie ad un fitto reticolo di strade appositamente concepite.

## Curiosità
Tra il 2005 ed il 2006 la rete televisiva EO ha mandato in onda una serie televisiva, divenuta poi popolare, chiamata "Eilanders"; una docu-soap in sedici episodi, girata proprio a Schiermonnikoog, che trattava la vita di sette isolani, disegnando un quadro unico di ciò che si vive in un luogo come questo.

Dal 2015 un piccolo gruppo di Monaco trappisti ha iniziato a vivere sull'isola, inizialmente in una normale casa, ma con in progetto la costruzione di un monastero.
Il documentario di Anne-Christine Girardot L'Île des moines, del 2015, racconta proprio la chiusura dell'abbazia a Diepenveen e il nuovo progetto di Schiermonnikoog.